# Денніс Ф. Томпсон
Денніс Френк Томпсон (англ. Dennis Frank Thompson; нар. 12 травня 1940, Гамільтон, штат Огайо) є політологом і професором Гарвардського університету, де заснував Центр етики та професії університету (тепер Центр етики Едмонд Дж. Сафра)  Томпсон відомий своєю новаторською роботою в галузі політичної етики та демократичної теорії. Згідно з недавньою оцінкою, він став "впливовим у світі політичної теорії", запропонувавши "більшу конкретну політичну думку, ніж Роулз", і показавши "нетиповий уявлення політичного теоретика про справжній політичний світ" 
Томпсон є провідним прихильником інституційного підходу до політичної етики, яка приділяє меншу увагу окремим вадам (наприклад, жадібність та гендерна поведінка) та інституційними (наприклад, зловживання владою та зневагою до відповідальності). Його підхід стимулював нову роботу щодо інституційної корупції . Пропозиція Томпсона про створення незалежного органу з регулювання етики конгресу широко схвалена, хоч і не багатьма членами Конгресу США . Проте в березні 2008 р. У домі США було створено опущений варіант такого органу - Управління з етики конгресу. 

## Життєпис
Томпсон закінчив коледж Вільяма і Марії в 1962 році і отримав стипендію Фулбрайта в Оксфордському університеті, де він взяв "перший" у філософії, політиці та економіці. Він продовжував заробляти звання доктора філософії на курсі з політології Гарвардського університету в 1968 році. Він викладав 18 років в Прінстонському університеті, перш ніж повернутися в Гарвард як професор Альфреда Норт Уайтхед в 1986 році.
За підтримки тодішнього президента Дерека Бока, Томпсон створив Всесвітній етичний центр у всьому університеті, щоб заохочувати більше і краще навчання та дослідження з етичних питань у професії та суспільному житті. Його місія та вплив розширилися протягом багатьох років. Більше 200 стипендіатів - викладачів та аспірантів, відібраних з університетів по всій країні та декількох зарубіжних країнах, - пройшли рік у Центрі. Багато хто продовжував створювати подібні програми в інших університетах (включаючи Університетський центр людських цінностей у Принстоні, Центр етики Торонтського університету та Кенінський етичний інститут у герцога) та взяли на себе важливу роль у державному та громадському житті (включаючи Організацію Об'єднаних Націй та кабінет міністрів Ізраїлю).
Томпсон працював консультантом Комітету з питань етики Південноафриканського парламенту, Американської медичної асоціації, Спеціального комітету з питань етики Сенату США, Управління з управління персоналом та Департаменту охорони здоров'я та соціальних послуг. У 1990-1991 рр. Він тісно співпрацював з Робертом С. Беннеттом, потім Спеціальним радником Комітету з питань етики Сенату при розслідуванні так званого "Кітінгського п'ятого" . У 1990 році він допоміг заснувати Асоціацію практичних і професійних Етика, з якої він отримав нагороду за життя в 2010 році.  У 1994 році він був обраний членом Американської академії мистецтв та наук. Починаючи з 1994 року, Томпсон служив десять років членом ради піклувальників Смітського коледжу, останні п'ять - заступником голови. Він є членом-засновником редакційних колегій з філософії та суспільних питань та політичної теорії. Він був членом Національного комітету Інституту медицини, який опублікував у 2009 році впливовий звіт "Конфлікт інтересів у медичних дослідженнях, освіті та практиці". 
У Гарвардському університеті Томпсон працював асоційованим провінтом (1996-2001), двічі виконуючи обов'язки провінції та як старший радник президента Лоуренса Саммерса (з 2001-04 рр.) . У цих ролях він очолював групи, які сформулювали початкові плани розвитку нового кампусу в Алстоні,  створили нову політику щодо інтелектуальної власності для боротьби з цифровими творами, написала першу політику щодо регулювання відносин університету з зовнішніми комерційними підприємствами  та переглянутими правилами, що регулюють зовнішню діяльність членів викладачів, включаючи їх участь у онлайн-освітніх заходах . Він також відіграв ключову роль у переговорах, що призвело до створення Інституту підвищення кваліфікації в Радкліфті в 2000 році.
У 2007 році Томпсон пішов з посади директором Центру етики Едмонда Дж. Сафра.  Він залишив Центр одним з найбільших благодійних фондів будь-якого центру в Гарварді. Його наступником був Лоуренс Лессіг, видатний професор права, який десять років тому був членом Центру. У 2015 році Даніель Аллен, видатний науковий співробітник Інституту підвищення кваліфікації в Принстоні, замінив Лессіґа  У 2013 році Томпсон пішов у відставку з Гарвардського університету, але продовжує свою роботу та зв'язок з Центром як професор-емерит.

## Доробок
Перша книга Томпсона про демократичну теорію "Громадянин-демократ: соціальні науки та теорія демократії" у 20 столітті, опублікована в 1970 році, була однією з перших, яка стосується сучасних суспільних наук до теорій демократії. Його багато-цитована книга 1996 року "Демократія та незгоди", співавтор з Емі Гутманн, впливала на пропаганду ідеї дорадчої демократії, яка вимагає більш обґрунтованих дискурсів у суспільному житті. Вона все ще стимулює дискусію та суперечки, і призвела до публікації цілій книги, присвяченої її критиці та захисту (Дорадча політика, під редакцією Стівена Македо). Деякі критики заперечують, що дорадча демократія упереджена на користь політичних еліт. Захисники стверджують, що більше і краще політичне обговорення може допомогти всім громадянам. Томпсон працював над застосуванням ідей дорадчої демократії до таких установ, як виборчий процес США, Південноафриканська комісія з правди та примирення, Громадянська асоціація Британської Колумбії з виборчої реформи та організації охорони здоров'я у Сполученому Королівстві. 
Про його останню книгу "Дух компромісу: чому керуючий вимагає від неї" та "Кампанія" підриває її (також співавтор з Емі Гутманн), Джуді Вудруфф з PBS NewsHour прокоментував: "чітко розглянутий сили, які ведуть воюючі політичні лідери разом або відстоювати їх, бажаю, щоб кожен політик сам прочитати це ".
Опубліковані книги
Громадянин Демократичний: Соціальні науки і теорія демократії у ХХ столітті (1970)
Джон Стюарт Мілл і Представницький уряд (1976)
Політична етика та державне управління (1987 р.)
Етика в конгресі: від індивідуальної до інституційної корупції (1995)
Демократія та незгоду [з Емі Гутманом] (1996)
Погашення американської політичної думки: збірка нарисів Джудіт Шкляр [зі Стенлі Хоффманом] (1997)
Правда проти справедливості: комісії з моралі правди [з Робертом Ротберґом] (2000)
Просто вибори: створення чесного виборчого процесу в США (2002 рік).
Чому домінуюча демократія? [з Емі Гутманн] (2004)
Відновлення відповідальності: етика уряду, бізнесу та охорони здоров'я (2004)
Етика та політика: справи та коментарі [з Емі Гутманом] (четверте видання, 2005).
Дух компромісу: чому керування вимагає його та кампанії підриває його [з Емі Гутманн] (2012; друковане видання з новим передмови, 2014)